# Florham Park
Florham Park és una població dels Estats Units a l'estat de Nova Jersey. Segons el cens del 2008 tenia 12.389 habitants.

## Demografia
Segons el cens del 2000, Florham Park tenia 8.857 habitants, 3.239 habitatges, i 2.474 famílies. La densitat de població era de 460,3 habitants/km².
Dels 3.239 habitatges en un 30,8% hi vivien nens de menys de 18 anys, en un 66,7% hi vivien parelles casades, en un 7,3% dones solteres, i en un 23,6% no eren unitats familiars. En el 20,7% dels habitatges hi vivien persones soles el 10% de les quals corresponia a persones de 65 anys o més que vivien soles. El nombre mitjà de persones vivint en cada habitatge era de 2,62 i el nombre mitjà de persones que vivien en cada família era de 3,05.
Per edats la població es repartia de la següent manera: un 21,7% tenia menys de 18 anys, un 5% entre 18 i 24, un 25,2% entre 25 i 44, un 27,7% de 45 a 60 i un 20,4% 65 anys o més.
L'edat mediana era de 44 anys. Per cada 100 dones de 18 o més anys hi havia 80,6 homes.
La renda mediana per habitatge era de 88.706 $ i la renda mediana per família de 102.047 $. Els homes tenien una renda mediana de 74.410 $ mentre que les dones 49.551 $. La renda per capita de la població era de 42.133 $. Aproximadament el 2,4% de les famílies i el 5,8% de la població estaven per davall del llindar de pobresa.

## Poblacions més properes
El següent diagrama mostra les poblacions més properes.